# UH-72 Lakota
UH-72 Lakota (укр. «Лакота») — багатоцільовий вертоліт виробництва American Eurocopter.
UH-72A створений на основі багатоцільового вертольота EC145 концерну Eurocopter (розробка компанії «Messerschmitt-Bölkow-Blohm (MBB)»), європейським концерном EADS. Перший політ зробив у 2006 році.
Збройні сили США планують придбали 345 вертольотів UH-72A[джерело?].

## Тактико-технічні характеристики
Джерело: UH-72 specifications, Eurocopter EC 145 data
Основні характеристики
- Екіпаж: 1-2 пілоти
- Пасажиромісткість: 9 бійців або 2 носилок і медична бригада
- Довжина: 13,03 м
- Висота: 3,45 м
- Діаметр несучого гвинта: 11 м

- Площа обертання несучого гвинта: 94,98 м2
- Маса порожнього: 1792 кг
- Максимальна злітна маса: 3585 кг
- Корисне навантаження: 1793 кг
- Силова установка:  × газотурбінний Turbomeca Arriel 1E2  738 кс ( 551 кВт)

Льотні характеристики
- Крейсерська швидкість: 246 км/год
- Бойовий радіус: 685 км

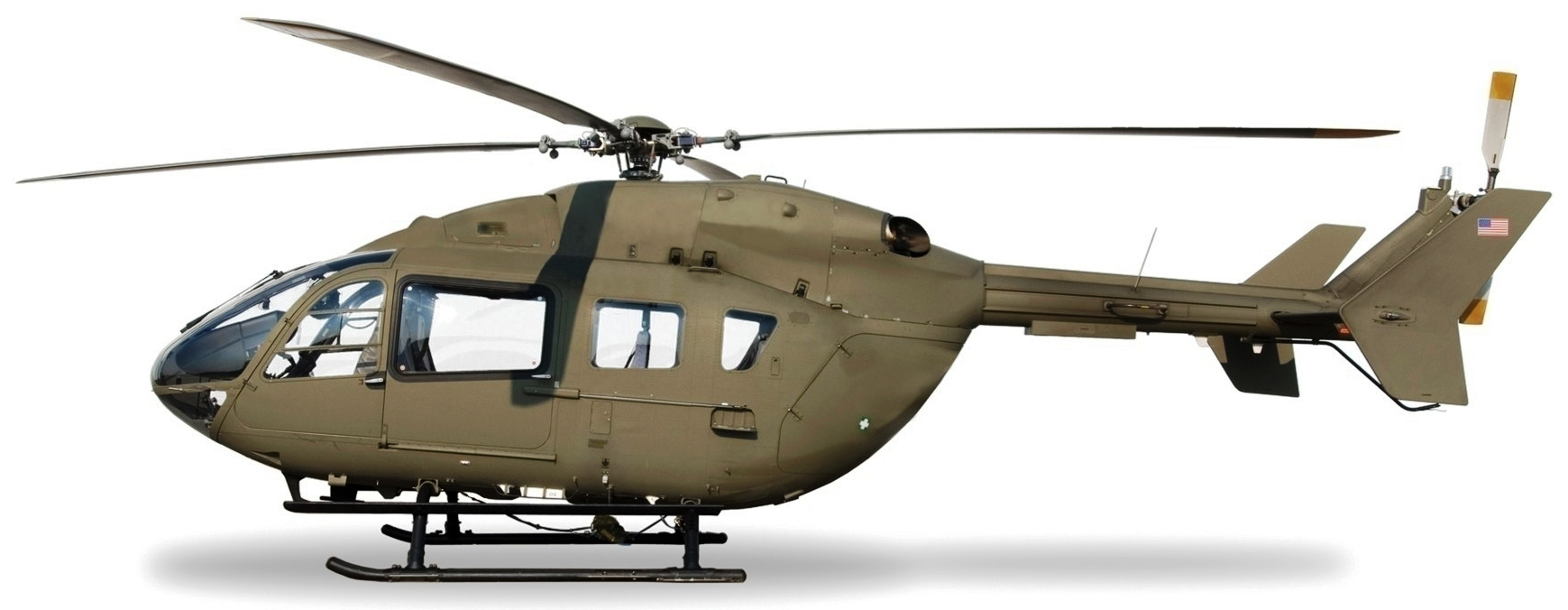
UH-72 Lakota армії США

Наведені характеристики відповідають модифікації UH-72A.